# Germano I de Constantinopla
Germano I foi o patriarca de Constantinopla entre 715 e 730, e reinou durante um período conhecido como "Anarquia de vinte anos".

## Biografia
De acordo com Teófanes, o Confessor, Germano era o filho do patrício Justiniano, que foi executado em 668 por ter, supostamente, se envolvido no assassinato de Constante II e na tomada do poder por Mecécio. Constantino IV, filho de Constante, derrotou o rival e puniu todos os que apoiaram o usurpador. Germano sobreviveu as perseguições. Os nomes "Justiniano" e "Germano" era comuns durante a Dinastia Justiniana e pode sugerir uma relação mais distante do que pai e filho e, daí, o motivo de ele ter escapado.

### Monotelismo
Germano foi enviado para um mosteiro e reapareceu depois como bispo de Cízico. Ele tomou parte no Concílio de Constantinopla que decidiu favoravelmente ao monotelismo e renegando os cânones do concílio de 680-681 d.C, como queria o imperador bizantino Filípico.
No ano seguinte, Filípico foi deposto por Anastácio II, que logo reverteu todas as decisões religiosas de seu antecessor. O patriarca João VI, fortemente associado ao monotelismo e antecessor de Germano, foi então deposto. Em 11 de agosto de 714 (ou 715), Germano foi eleito em seu lugar. Posteriormente ele ajudou a negociar os termos da rendição de Anastácio II a Teodósio III.
Em 715, Germano organizou um novo concílio para difundir o diotelismo e anatemizar vários líderes da facção adversária. Ele tentou melhorar as relações com a Igreja Apostólica Armênia com o objetivo de reconciliá-la novamente.

### Iconoclasma
Porém, o grande tema de seu patriarcado seria, porém, o início do Iconoclasma, propagado pelo novo imperador Leão III, o Isauro. Germano era iconódulo. Após um aparente sucesso num plano para forçar o batismo a todos os judeus e montanistas do império, em 722 d.C., Leão emitiu uma série de éditos contra a veneração de imagens (726–729). Uma carta enviada pelo patriarca, escrita antes de 726, a dois bispos iconoclastas afirma que "…agora cidades inteiras e multidões estão em considerável apreensão a respeito deste assunto", embora haja poucas evidências de que o debate realmente tenha crescido.
Germano ou renunciou ou foi deposto logo em seguida. Em cartas que chegaram aos nossos dias, Germano escreveu muito pouco sobre teologia. De acordo com Patricia Karlin-Hayter, o que preocupava Germano era que o banimento dos ícones iria provar que a Igreja esteve em erro durante um longo período, algo que poderia ser utilizado pelos judeus e pelos muçulmanos. Já a tradição representa Germano como sendo muito mais firme e determinado em seu ponto de vista, tendo até mesmo vencido um debate sobre o assunto com Constantino, o bispo de Nacoleia, um dos líderes iconoclastas. O papa Gregório II (715 - 731), também um iconódulo, elogiou Germano por seu "zelo e firmeza"
Germano foi substituído pelo patriarca Anastácio, muito mais complacente com as ordens do imperador. Ele então se retirou para a residência de sua família e morreu alguns anos depois, já em idade avançada, por volta do ano 740. Ele foi enterrado na Igreja de Chora e foi incluído no díptico dos santos no Segundo Concílio de Niceia (787).

## Obras
Diversos textos de Germano sobreviveram. Sua História Eclesiástica, em grego e traduções latinas, foi muito popular por muitos séculos e ainda é citada por acadêmicos. Porém, a Enciclopédia Católica é dúbia sobre a autoria da obra ser de fato de Germano. Entre as demais obras está também o hino Μέγα καί παράδοξον θαῦμα, traduzido por John Mason Neale para o inglês como "A Great and Mighty Wonder" ("Uma grande e poderosa maravilha").